# Большеречье (Омская область)
Большере́чье — рабочий посёлок в Омской области России. Административный центр Большереченского района и Большереченского городского поселения.
Расположен на левом берегу реки Иртыш и на реке Большая, в 205 км к северу от Омска и в 98 км от Тары.
Население — 9723 чел. (2023).

## История
Датой основания Большеречья принято считать 1627 год, в 1740 году был сооружён Большерецкий форпост, который представлял собой заставу для защиты от набегов калмыцких племён на русские селения. В Большерецком форпосте поначалу было 70 казаков, и имелась одна пушка. Раннюю дату основания Большеречья следует считать ошибочной, так как не находит отражения в архивных документах. Единственный источником, который был использован в качестве обоснования даты основания, размещен в Сибирской энциклопедии, что следует признать недостоверным. 
В конце 1750-х годов форпост преобразован в казённую деревню, приписанную к Такмыкской слободе Тарского воеводства.
Проходивший через эти земли Старый Московско-Сибирский тракт связывал восточные окраины Российской империи с центром и был главной почтовой, стратегической и торговой артерией России. Вдоль его трассы располагаются старинные сёла Новологиново, Евгащино, Такмык, Старый Карасук, Ингалы, Могильно-Посельское.
В 1865 году становится селом.
В 1914 года становится волостным центром Больше-Реченской волости Тарского уезда Тобольской губернии.
В 1925 году становится районным центром Большереченского района (Сибирского края, Западно-Сибирского края, Омской области).
22 июня 1960 года становится рабочим посёлком.

## Климат
Умеренно континентальный.
- Среднегодовая температура — + 0,83° C (недоступная ссылка — история).
- Среднегодовая скорость ветра — 3,98 м/с (недоступная ссылка — история).
- Среднегодовая влажность воздуха — 73,79 % (недоступная ссылка — история).
- Минимальная температура воздуха - 50,7° C (недоступная ссылка — история). зарегистрирована 24 января 2006 г.
- Максимальная температура воздуха + 34,5° C (недоступная ссылка — история). зарегистрирована 1 июля 2005 г.

## Население
| 1926    | 1939    | 1959    | 1970    | 1979    | 1989    | 2002    |
| ------- | ------- | ------- | ------- | ------- | ------- | ------- |
| 964     | ↗4053   | ↗6092   | ↗7999   | ↗9506   | ↗12 477 | ↘12 361 |
| 2009    | 2010    | 2011    | 2012    | 2013    | 2014    | 2015    |
| ↘11 936 | ↘11 271 | ↘11 268 | ↘10 971 | ↘10 629 | ↘10 427 | ↘10 389 |
| 2016    | 2017    | 2018    | 2019    | 2020    | 2021    | 2023    |
| ↗10 406 | ↗10 427 | ↘10 397 | ↗10 452 | ↘10 434 | ↘9731   | ↘9723   |

## Известные уроженцы
- Оксана Фадина — российский государственный и политический деятель, мэр города Омска (2017—2021), депутат Государственной Думы (с 2021).
- Леонид Ячменёв — советский и российский тренер по баскетболу, заслуженный тренер СССР, главный тренер женской сборной СССР по баскетболу.

## Культура
В посёлке действует Большереченский зоопарк, в котором, несмотря на холодный климат, обитают зебры, львы и тигры, крокодил и анаконда, бегемоты и другие животные.
В Большеречье работает историко-культурный комплекс «Старина Сибирская».
В 2016 году музей победил в грантовом конкурсе Благотворительного фонда В. Потанина в номинации «Удивительные музеи России».